# Heterocladium capillaceum
Heterocladium capillaceum är en bladmossart som beskrevs av Brotherus och Iishiba 1929. Heterocladium capillaceum ingår i släktet trasselmossor, och familjen Thuidiaceae. Inga underarter finns listade i Catalogue of Life.